# Пират-окунь
Пират-окунь (лат. Aphredoderus sayanus) — вид пресноводных лучепёрых рыб монотипических рода Aphredoderus и семейства афредодеровых (Aphredoderidae). Эндемик восточной части США. Размеры взрослых особей не превышают 14 см.

## Описание
Максимальная длина тела 14 см, обычно не более 10 см. Максимальная продолжительность жизни 4 года.
Тело вытянутое, голова и тело покрыты ктеноидной чешуёй. Спинной плавник высокий с 3—4 колючими неветвистыми лучами и 10—11 мягкими ветвистыми лучами. Жировой плавник отсутствует. У молоди в анальном плавнике 2 жёстких и 8 мягких лучей, а у взрослых особей — 3 жёстких и 7 мягких лучей.
Название рода происходит от др.-греч. ἄφοδος — «экскременты» и др.-греч. δέρη — «глотка». Основано на необычном расположении мочеполового отверстия у взрослых особей — снизу головы между жаберными перепонками, сразу за основанием грудных плавников. У молоди данное отверстие находится на обычном месте перед анальным плавником, но смещается вперёд по мере роста рыб.
Окраска тёмно-коричневая с более тёмной полосой у основания хвостового плавника.

## Ареал
Один из немногих эндемичных видов рыб Северной Америки. Обычен в центральных и восточных районах США.
Обитает в равнинных реках, впадающих в Атлантический океан и Мексиканский залив, в бассейне р. Миссисипи, а также в нескольких реках восточной части бассейна  Великих озёр. Некоторые авторы выделяют два подвида: Aphredoderus sayanus sayanus, встречающийся от Нью-Йорка до Джорджии, и A. sayanus gibbosus — на остальной части ареала. Встречался в Пенсильвании, но исчез из-за урбанизации природы. Географическое распространение пирата-окуня очень ограничено в США, а строительство плотин и урбанизация всё больше сокращают площади пригодных местообитаний.

## Биология
Живут в равнинных реках с чистой тёплой водой, включая русловые озёра, старицы, плёсы и заболоченные участки с низкими скоростями течения. Типичные местообитания различаются у рыб разного размера, особи среднего и крупного размеров обитают на более разнообразных по структуре участках. Предпочитают участки, густо заросшие водной растительностью, а также имеющие древесные завалы и подмытые берега с корнями деревьев и кустарников. Концентрация рыб в подобных местообитаниях способствует избеганию хищников, таких как рыбоядные птицы, выдры и норки.
Ведут преимущественно одиночный образ жизни.

### Размножение
Впервые созревают в возрасте одного года. Нерест ежегодный, единовременный. Сроки нереста различаются в зависимости от широты местности. В общем, пират-окунь нерестится с апреля до мая. Однако на юге ареала (Луизиана) сроки нереста сдвигаются на февраль-март.
Долгое время считали, что пират-окунь вынашивает икру в жаберной полости. После наблюдения за личинками в природных условиях было высказано предположение, что икра откладывается на листовую подстилку и древесные остатки.
Однако тщательные полевые наблюдения с использованием подводных съёмок показали, что самки данного вида откладывают икру в отверстия между корнями водных растений. Каналы в корневой системе делает или сама самка, или используются готовые каналы, сделанные беспозвоночными и саламандрами. Самка протискивает голову в промежутки между корнями и откладывает от 100 до 400 икринок, затем самец оплодотворяет икру, также протискивая свою голову к месту кладки. Икра клейкая. Самец и самка охраняют кладку. После вылупления личинки некоторое время задерживаются в данном естественном убежище.

### Питание
Несмотря на небольшие размеры, питается исключительно животными организмами. В рацион входят личинки комаров, стрекоз и водяных жуков, бокоплавы, креветки, земляные черви, мелкие рыбы, икра лягушек. Охотится в ночные часы.
Единственный вид рыб, у которого экспериментально доказано наличие так называемого «химического камуфляжа», делающего его невидимым для потенциальных жертв.